# 寺尾台 (川崎市)
寺尾台（てらおだい）は、神奈川県川崎市多摩区の地名。現行行政地名は寺尾台1丁目から寺尾台2丁目。住居表示未実施区域。

## 地理
多摩区の西部に位置し、東に生田、南に西生田、西と北に菅馬場と接している。

## 歴史

### 沿革
- 1970年（昭和45年） - 土地区画整理事業[6]により、菅字馬場谷、生田字北大作、生田字寒谷の各一部を分離し、寺尾台1丁目から寺尾台2丁目を新設[7]。
- 1972年（昭和47年）4月1日 - 川崎市が政令指定都市に指定され、多摩区を設置。川崎市多摩区寺尾台（1〜2丁目）となる[5][7]。

## 世帯数と人口
2025年（令和7年）6月30日現在（川崎市発表）の世帯数と人口は以下の通りである。
| 丁目        | 世帯数    | 人口    |
| ----------- | --------- | ------- |
| 寺尾台1丁目 | 895世帯   | 1,752人 |
| 寺尾台2丁目 | 655世帯   | 1,372人 |
| 計          | 1,550世帯 | 3,124人 |

### 人口の変遷
国勢調査による人口の推移。
| 年                 | 人口  |
| ------------------ | ----- |
| 1995年（平成7年）  | 3,592 |
| 2000年（平成12年） | 3,293 |
| 2005年（平成17年） | 3,072 |
| 2010年（平成22年） | 3,066 |
| 2015年（平成27年） | 2,928 |
| 2020年（令和2年）  | 2,899 |

### 世帯数の変遷
国勢調査による世帯数の推移。
| 年                 | 世帯数 |
| ------------------ | ------ |
| 1995年（平成7年）  | 1,295  |
| 2000年（平成12年） | 1,309  |
| 2005年（平成17年） | 1,299  |
| 2010年（平成22年） | 1,360  |
| 2015年（平成27年） | 1,374  |
| 2020年（令和2年）  | 1,390  |

## 学区
市立小・中学校に通う場合、学区は以下の通りとなる（2022年3月時点）。
| 丁目        | 番・番地等 | 小学校             | 中学校             |
| ----------- | ---------- | ------------------ | ------------------ |
| 寺尾台1丁目 | 全域       | 川崎市立東菅小学校 | 川崎市立南菅中学校 |
| 寺尾台2丁目 | 全域       | 川崎市立東菅小学校 | 川崎市立南菅中学校 |

## 事業所
2021年（令和3年）現在の経済センサス調査による事業所数と従業員数は以下の通りである。
| 丁目        | 事業所数 | 従業員数 |
| ----------- | -------- | -------- |
| 寺尾台1丁目 | 21事業所 | 171人    |
| 寺尾台2丁目 | 6事業所  | 14人     |
| 計          | 27事業所 | 185人    |

### 事業者数の変遷
経済センサスによる事業所数の推移。
| 年                 | 事業者数 |
| ------------------ | -------- |
| 2016年（平成28年） | 22       |
| 2021年（令和3年）  | 27       |

### 従業員数の変遷
経済センサスによる従業員数の推移。
| 年                 | 従業員数 |
| ------------------ | -------- |
| 2016年（平成28年） | 187      |
| 2021年（令和3年）  | 185      |

## 施設
故藤子不二雄の自宅が所在

## その他

### 日本郵便
- 郵便番号 : 214-0005[3]（集配局 : 登戸郵便局[18]）

### 警察
町内の警察の管轄区域は以下の通りである。
| 町丁        | 番・番地等 | 警察署     | 交番・駐在所       |
| ----------- | ---------- | ---------- | ------------------ |
| 寺尾台1丁目 | 全域       | 多摩警察署 | 読売ランド駅前交番 |
| 寺尾台2丁目 | 全域       | 多摩警察署 | 読売ランド駅前交番 |